# Journal de Trévoux
O Journal de Trévoux, formalmente Mémoires pour l'Histoire des Sciences & des beaux-Arts, mas frequentemente chamado de Mémoires de Trévoux, foi um influente periódico acadêmico que apareceu mensalmente na França entre janeiro de 1701 e dezembro de 1782. O periódico publicou resenhas críticas de livros e artigos contemporâneos sobre uma ampla gama de assuntos, principalmente não ficção. Seus editores e a maioria dos autores eram membros da Companhia de Jesus (jesuítas), embora minimizassem sua conexão com a ordem. No entanto, quando se tratava de questões de religião, moralidade ou política, eles não tentavam permanecer neutros.
Ele se inseria nas tendências do Iluminismo Católico, em que articulistas católicos dialogavam com afirmações de filósofos da época e adotavam conhecimentos das ciências naturais, como aliados de uma fé iluminada.

## História
O jornal foi criado por Luís Augusto, Duque de Maine e governante do principado de Dombes para discutir o que estava acontecendo no mundo literário e defender firmemente a religião católica. Ele deu a tarefa de editar a revista aos jesuítas e, em 1702, ela saía a prelo mensalmente. Durante os primeiros trinta anos de sua existência (1701–1731), o Journal de Trévoux foi publicado em Trévoux (então a capital de Dombes, agora um subúrbio de Lyon ), na Diocese Católica Romana de Belley-Ars.
O teólogo e filósofo jesuíta René-Joseph Tournemine (1661–1739) foi o editor fundador. Ele publicou seu artigo Conjecturas sobre a União da Alma e do Corpo no periódico em 1703, apoiando as opiniões de Gottfried Wilhelm Leibniz. O periódico era visto como tendencioso em suas discussões sobre política e religião devido à sua associação com os jesuítas. As Mémoires de Trevoux inspiraram o lançamento de vários periódicos rivais, mas nenhum durou muito. Em 1733, o Duque do Maine, cansado das constantes reclamações, retirou sua proteção dos editores. Eles se mudaram para Paris, onde continuaram a produção até a expulsão dos jesuítas em 1762.
Entre os editores contribuintes estavam Pierre Brumoy, François Catrou, um dos editores fundadores e um dos colaboradores mais prolíficos por doze anos; Noël-Étienne Sanadon, um tradutor de Horácio e estudante da antiguidade; e René-Joseph Tournemine, um estudioso cuja nobreza e pureza de linguagem foram elogiadas por Voltaire. O editor-chefe de 1737 a 1745 foi P. de Charlevoix, ex-missionário no Canadá. Ele foi sucedido por Guillaume-François Berthier, um dos autores da Histoire de l'église Gallicane em vários volumes, que ocupou o cargo até 1762 e fez muito para expandir a circulação. Os jesuítas foram banidos da França em 1762, e Berthier renunciou prontamente. Vários outros editores lutaram para mantê-lo funcionando, mas em 1777 ele havia caído para 200 assinantes. Foi renomeado Journal de Littérature, des Sciences et des Arts, desaparecendo finalmente em 1782.

## Filosofia
As críticas no periódico eram geralmente sólidas, inteligentes, neutras e de bom gosto, escritas por homens educados que evitavam excessos, mesmo em suas críticas a inimigos como Voltaire. As resenhas eram escritas com elegância e mantinham um tom frio e educado, geralmente evitando ataques pessoais. Berthier geralmente expressava suas opiniões com calma e clareza, dando um tom sólido ao periódico que aumentava sua autoridade. A revista também cobria assuntos científicos e técnicos que não tinham relação com os conceitos políticos e sociais mais radicais da época, dando uma impressão de independência da pressão governamental. O periódico apoiava uma visão cosmopolita da cultura em oposição a uma visão nacionalista estreita. Também adotava uma visão esclarecida da ciência, incluindo uma crença no empirismo.
No entanto, o jornal atacou os escritos dos philosophes quando eles atacaram a religião. O jornal enfatizou os males que resultaram das crenças dos philosophes, que destruiriam a moralidade pública. O jornal tomou a ortodoxia católica como verdade recebida, tratando os escritos religiosos com grande respeito. Ele veiculou ataques pessoais aos materialistas, considerando-os mais perigosos até do que os enciclopedistas.